# حشيشة المبارك البوليفية
حشيشة المبارك البوليفية (الاسم العلمي:Geum boliviense) هي نوع من النباتات تتبع جنس حشيشة المبارك من الفصيلة الوردية.